# Jolanda, la figlia del Corsaro Nero (romanzo)
Jolanda, la figlia del Corsaro Nero è un romanzo di Emilio Salgari pubblicato in prima edizione da Donath nel 1905.
È il terzo libro del ciclo de I corsari delle Antille e segue il romanzo La regina dei Caraibi, ambientandosi circa vent'anni dopo.

## Trama
Sono passati diversi anni da quando, alla fine del precedente romanzo, il Corsaro Nero ha lasciato il Mar dei Caraibi per tornare in Italia, dove ha sposato Honorata, figlia del suo defunto mortale nemico, il duca di Wan Guld. Tuttavia già all'inizio di questo terzo romanzo si apprende che anche l'ex-Corsaro e Honorata sono nel frattempo morti: lei dando alla luce una bambina di nome Jolanda, lui l'anno dopo combattendo contro truppe d'invasione francesi (in verità cercava la morte per la disperazione della perdita della moglie). Jolanda di Ventimiglia è cresciuta quindi come orfana.
Il romanzo ha inizio a Maracaibo, città spagnola sulle coste caraibiche, dove Wan Stiller e Carmaux, due filibustieri che in passato facevano parte della ciurma del Corsaro Nero, si sono infiltrati, fingendosi inviati del Presidente dell'Udienza Reale. I due sono in verità agli ordini di Morgan, ex-luogotenente del Corsaro Nero, che nel frattempo è diventato capitano della nave Folgore e uno dei più famigerati bucanieri della Tortue, ed è interessato alla sorte della figlia del suo capitano d'un tempo. Wan Stiller e Carmaux avvicinano un ignaro piantatore locale, don Raffaele, e scoprono che Jolanda di Ventimiglia è venuta dall'Europa nel Nuovo Mondo a reclamare il patrimonio di suo nonno, il duca di Wan Guld, ma durante la traversata dell'Atlantico è stata fatta prigioniera. Il colpevole è il conte di Medina e Torres, figlio illegittimo del duca Wan Guld e di una marchesa messicana e quindi fratellastro della madre di Jolanda, che desidera impossessarsi dei beni del padre.
Morgan guida i filibustieri all'attacco di Maracaibo e della vicina Gibraltar, che vengono espugnate, e durante il saccheggio rintraccia Jolanda, il cui coraggio fa subito colpo sul rude bucaniere. Per proteggerla, Morgan cerca di impadronirsi del conte di Medina, ma costui ha un valido complice nel capitano spagnolo Valera, che sabota il viaggio di ritorno della Folgore e riesce a sfuggire con il conte alla prigionia. A causa di una tempesta Morgan e Jolanda finiscono naufraghi sulla spiaggia, ove la ragazza si prende cura del bucaniere ferito e lo difende dai vari pericoli della foresta. I due progressivamente si innamorano.
Giunti ad un villaggio di nativi, grazie al loro tradimento, il conte di Medina e il capitano Valera riescono a sequestrare di nuovo Jolanda e a condurla a Panama, colonia spagnola ritenuta inespugnabile. Morgan allora raduna in fretta e furia una piccola truppa di filibustieri e con essi sbarca sull'istmo, lo traversa, sbaraglia tutti i nemici in cui si imbatte e infine conquista la potente città. Il conte di Medina e il capitano Valera rimangono uccisi nello scontro finale, ma prima di vederlo spirare Jolanda concede il perdono allo zio. Infine Morgan ritorna con Jolanda alla Tortue e lì la sposa; in seguito diventa governatore della Jamaica per il regno d'Inghilterra, e i fedeli Carmaux e Wan Stiller si ritirano lì per godersi il frutto delle loro scorrerie.
Come anche negli altri romanzi del ciclo dei Corsari delle Antille, parte della trama è tratta da eventi e personaggi storici. Così, Henry Morgan fu veramente un famoso pirata inglese, che, fra le tante imprese, guidò gli assalti a Maracaibo e Gibraltar (1669) e quello a Panama (1671) descritti nel romanzo . Le date indicate da Salgari però sono diverse.

## Edizioni
- Emilio Salgari, Jolanda, la figlia del Corsaro Nero, Salgariana, Ugo Mursia,  p. 280, ISBN 978-88-425-3750-2.

## Filmografia
- Jolanda, la figlia del Corsaro Nero, film del 1921 di Vitale De Stefano
- Jolanda, la figlia del Corsaro Nero, film del 1953 di Mario Soldati
- Jolanda, la figlia del Corsaro Nero, serie a cartoni animati del 1999
- La figlia del corsaro nero (sceneggiato radiofonico 1946 Nino Meloni nonno di Giorgia Meloni)